# 倉敷市立市民病院
倉敷市立市民病院（くらしきしりつしみんびょういん）は、岡山県倉敷市児島地域にある市立病院。

## 沿革

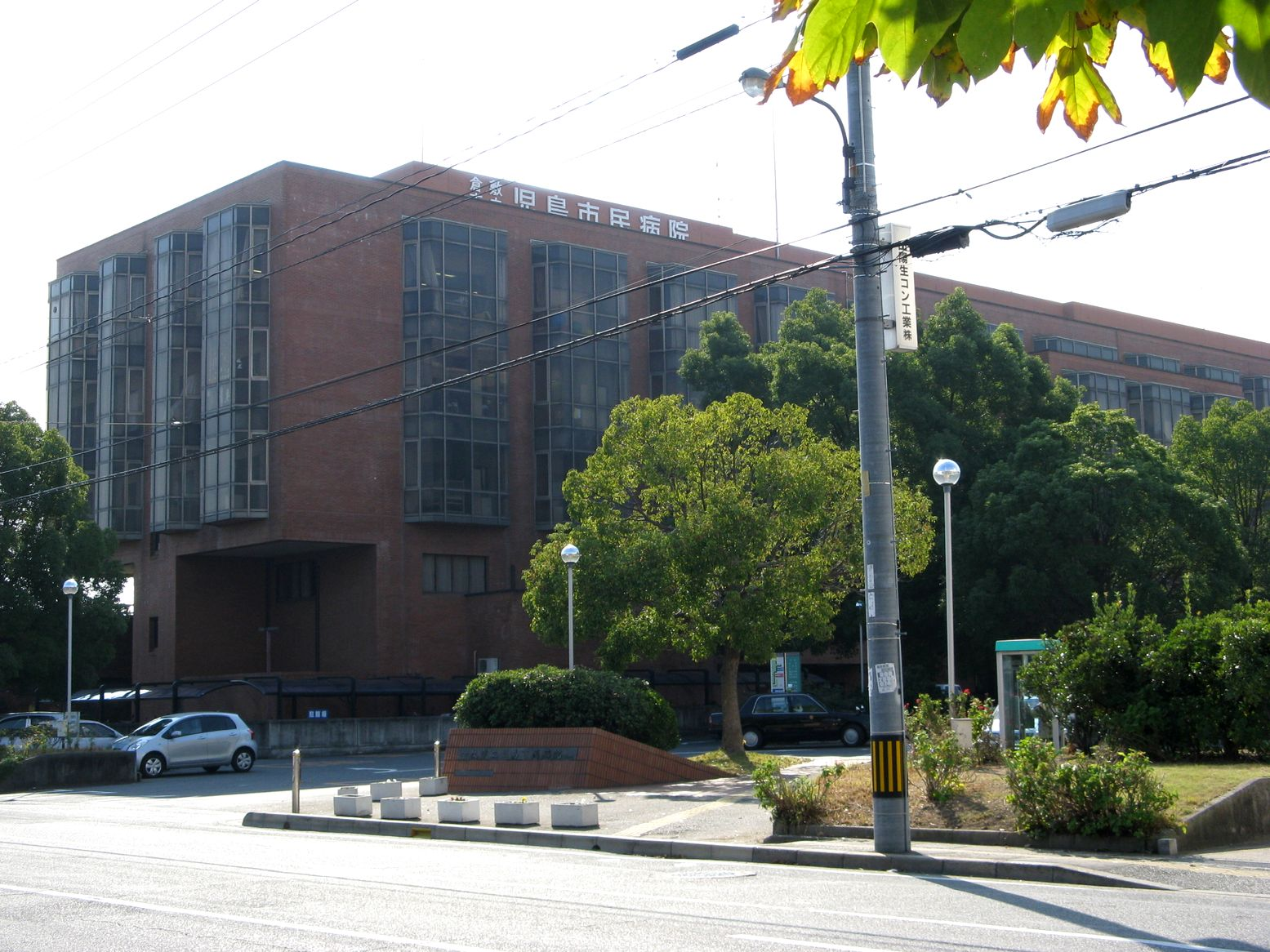
倉敷市立児島市民病院

1950年（昭和25年）、旧児島市によって児島市立児島市民病院が設立され、児島市と旧倉敷市などの新設合併により、1967年（昭和42年）より倉敷市立児島市民病院に改称された。
設立当時、旧児島市には開業医による診療所はあったが、救急車を受け入れるような総合病院がなく、倉敷市の倉敷中央病院に搬入されることが多かった。また、地元の開業医の手に余る患者は下電バス（天城線）で中央病院に通うことにもなっていた。当時の児島市は全国的に知られた繊維・縫製産業で賑わっていたこともあり、そのような問題を解消するため、市立病院を設立することとなったのである。
当初は味野地区で開院、1958年（昭和33年）12月に児島中学校近くの児島小川へ新築移転し、倉敷市となってからの1973年（昭和48年）10月に現在地へ再移転した。
合併前の旧市が市立病院を有しなかった経緯から、現在の倉敷市は中心市街地から離れた児島地区だけに市立病院があるという、ある意味歪な状態にあり、結果的に民間病院である倉敷中央病院が市立病院的な役割を担うことになっている。
施設の老朽化が進行していたことから、倉敷市は児島市民病院に代わる新たな市立病院を隣接地に新築し、2018年（平成30年）4月1日に倉敷市立市民病院の新名称で開院した。旧児島市民病院は解体され、新病院の駐車場として整備された。。

## 診療科
- 内科 (アレルギー、糖尿病、神経内科、循環器内科） - 常勤医師4名、非常勤医師2名
- 外科（血管、乳腺・甲状腺、大腸・肛門） - 常勤医師2名、非常勤医師1名
- 整形外科（リウマチ） - 常勤医師1名、非常勤医師1名
- 産婦人科（更年期、不妊症、がん追求、妊婦健診） - 非常勤医師3名
- 小児科（乳児健診、予防接種、低身長、小児神経、アレルギー、遺伝、内分泌） - 常勤医師2名、非常勤医師2名
- 泌尿器科（血尿、神経因性膀胱） - 常勤医師1名（現在休診中）、非常勤医師1名
- 耳鼻科 - 常勤医師1名
- 眼科（特殊検査・治療、アレルギー） - 非常勤医師1名
- 放射線科 - 常勤医師1名

## 交通アクセス
- JR瀬戸大橋線（本四備讃線）児島駅から徒歩10分。
- 下電バス児島循環線（ふれあい号）「倉敷市立市民病院」停留所を下車。